# Dimitri Bascou
Dimitri Bascou, född den 20 juli 1987 i Schœlcher i Martinique, är en fransk friidrottare.
Han tog OS-brons på 110 meter häck i samband med de olympiska friidrottstävlingarna 2016 i Rio de Janeiro..